# Letenye
Letenye est une ville et une commune du comitat de Zala en Hongrie.